# Gremlin Graphics Software
Pour les articles homonymes, voir Gremlin (homonymie).
Ne doit pas être confondu avec Gremlin Industries.
Gremlin Graphics Software était une entreprise britannique d'édition et développement de jeu vidéo, fondée en 1984 et basée à Sheffield. La compagnie a été renommée Gremlin Interactive en 1994 et est devenu le studio Infogrames Sheffield House en 1999, lequel a définitivement fermé ses portes en 2003.
Gremlin est le cas pratique utilisé à HEC Paris en cours de finance d'entreprise pour illustrer les principes suivants : "C'est la vie dans le monde des affaires, créer, développer, mourir", et "Cash is King".

## Historique
Gremlin Graphics est cofondé en 1984 par Ian Stewart et Kevin Norburn. À l'origine, les deux hommes avaient ouvert un petit magasin de logiciel informatique sur Carver Street, surfant sur le boom de la micro-informatique familiale et la popularité du ZX Spectrum au Royaume-Uni, dans l'idée de se lancer à terme dans le développement. Pete Harrap, un habitué de la boutique, et Tony Crowther, déjà reconnu pour ses productions Commodore 64, sont les programmeurs des débuts (le second ne reste qu'une année),. Gremlin Graphics grandit rapidement, stimulée par le succès de la série Monty Mole. En 1985, la compagnie emploie quatre développeurs à plein temps spécialisés dans le Zilog Z80 : Pete Harrap, Chris Kerry, Shaun Hollingworth et Christian Urquhart. Le compositeur Rob Hubbard a fait ses premiers pas sur des titres de la société et Ben Daglish a composé des dizaines de musiques de jeux de cette époque.
À la fin des années 1980, Gremlin Graphics opère la transition vers le marché des ordinateurs 16-bits, représenté par l'Atari ST et l'Amiga en Europe. Elle se repose davantage sur des développeurs externes, éditant notamment les productions de Magnetic Fields (Mr Chip) et les premiers jeux de Core Design, fondé par d'anciens employés. Les séries à succès, comme Lotus Esprit Turbo Challenge, Zool ou Premier Manager, seront adaptées sur consoles. Les compositeurs Barry Leitch (Imagitec) et Patrick Phelan ont contribué à des dizaines de bande-son de cette époque.
En 1994, la compagnie est renommée Gremlin Interactive et entre dans l'ère du jeu vidéo en 3D sur PC et consoles de 5e génération. Elle développe notamment la série de simulations sportives Actua Sports. En 1996, la compagnie acquiert le studio DMA Design pour £4.2m (les droits de la série Grand Theft Auto étaient déjà pré-vendus à BMG Interactive) et entre à la Bourse de Londres l'année suivante. Les performances médiocres de titres-clés, comme Body Harvest, la mettent cependant en difficulté. En avril 1999, la compagnie emploie environ 300 personnes réparties sur trois sites.
En juin 1999, Infogrames rachète Gremlin Interactive pour £24m (env. $40m) et cède DMA Design avec ses dettes contre une livre sterling à Take 2 Interactive (qui a entretemps récupéré les droits de la série GTA),. Gremlin devient le studio Infogrames Sheffield House, lequel ferme ses portes en 2003. Ian Stewart a quitté la structure en 1999 pour fonder ZOO Media Communications (devenu ZOO Digital Group en 2001). Il a depuis racheté les droits du catalogue Gremlin à Infogrames/Atari. Les cadres du studio Infogrames Sheffield ont fondé Sumo Digital.

## Productions
Il s'agit d'une liste non exhaustive des jeux édités par Gremlin en Europe. Entre parenthèses, le nom du studio de développement externe.

### Gremlin Graphics
- 1984 - Wanted: Monty Mole
- 1984 - Potty Pigeon
- 1985 - Monty is Innocent
- 1985 - Monty on the Run
- 1985 - Suicide Express
- 1985 - Thing on a Spring (Micro Projects)
- 1986 - Avenger
- 1986 - Footballer of the Year
- 1986 - Gauntlet (portage, original de Atari Games)
- 1986 - Jack the Nipper
- 1986 - Trailblazer (Mr Chip Software)
- 1986 - Way of the Tiger, The
- 1987 - Bulldog
- 1987 - Cosmic Causeway: Trailblazer II (Mr Chip Software)
- 1987 - Compendium
- 1987 - Deflektor (Vortex Software)
- 1988 - Mickey Mouse: The Computer Game
- 1988 - Night Raider
- 1988 - Vampire's Empire
- 1989 - Axel's Magic Hammer (Core Design)
- 1989 - Butcher Hill (Imagitec Design)
- 1989 - Federation of Free Traders
- 1989 - Super Scramble Simulator (Magnetic Fields)
- 1989 - Switchblade (Core Design)
- 1990 - Combo Racer (Imagitec)
- 1990 - Impossamole (Core Design)
- 1990 - Lotus Esprit Turbo Challenge (Magnetic Fields)
- 1990 - Shadow of the Beast (portage, original de Reflections Software)
- 1990 - Super Cars (Magnetic Fields)
- 1990 - Venus the Flytrap
- 1991 - HeroQuest
- 1991 - Lotus Turbo Challenge 2 (Magnetic Fields)
- 1991 - Super Cars II (Magnetic Fields)
- 1991 - Suspicious Cargo (Exile Designs)
- 1991 - Switchblade II
- 1991 - Team Suzuki
- 1991 - Toyota Celica GT Rally
- 1991 - Utopia: The Creation of a Nation
- 1992 - Harlequin (The Warp Factory)
- 1992 - Lotus III: The Ultimate Challenge (Magnetic Fields)
- 1992 - Nigel Mansell's World Championship
- 1992 - Plan 9 from Outer Space (Gremlin Ireland)
- 1992 - Premier Manager (Realms of Fantasy)
- 1992 - Space Crusade
- 1992 - Top Gear
- 1992 - Zool
- 1993 - Disposable Hero (Euphoria)
- 1993 - Litil Divil (Gremlin Ireland)
- 1993 - Premier Manager 2 (Realms of Fantasy)
- 1993 - Top Gear 2
- 1993 - Zool 2
- 1994 - HeroQuest II: Legacy of Sorasil
- 1994 - K240

### Gremlin Interactive
- 1995 - Shadow Fighter (NA.P.S. Team)
- 1995 - Top Gear 3000
- 1995 - Actua Soccer
- 1995 - UEFA Euro 96 England (édité par Sega)
- 1995 - Fatal Racing
- 1995 - Slipstream 5000 (Software Refinery)
- 1995 - Loaded (Interplay Entertainment)
- 1996 - Re-Loaded (Interplay Entertainment)
- 1996 - Fragile Allegiance
- 1996 - Normality
- 1996 - Premier Manager 97 (Realms of Fantasy)
- 1997 - Actua Golf 2
- 1997 - Realms of the Haunting
- 1998 - Actua Ice Hockey
- 1998 - Body Harvest (DMA Design)
- 1998 - Hardwar (Software Refinery)
- 1997 - Judge Dredd
- 1998 - MotorHead (Digital Illusions)
- 1999 - Actua Ice Hockey 2
- 1999 - Actua Pool
- 1999 - Actua Tennis
- 1999 - Premier Manager 64
- 1999 - Tanktics (DMA Design)
- 1999 - Wild Metal (DMA Design)

### Infogrames Sheffield House
- 2000 - Soulbringer
- 2000 - Les Cochons de Guerre
- 2001 - UEFA Challenge
- 2002 - Micro Machines
- 2002 - Slam Tennis
- 2002 - Superman: Shadow of Apokolips